# Erebia septentrionalis
Erebia septentrionalis är en fjärilsart som beskrevs av Teiso Esaki och Horim 1929. Erebia septentrionalis ingår i släktet Erebia och familjen praktfjärilar. Inga underarter finns listade i Catalogue of Life.